# Галенко Йосип Панасович
Йосип Панасович Галенко (нар. 14 листопада 1910, село Іванівка, тепер село Вишнівці Онуфріївського району Кіровоградської області — 13 серпня 1981, місто Кривий Ріг Дніпропетровської області) — український радянський діяч, передовик виробництва, бригадир машиністів-екскаваторників будівельного управління № 625 тресту «Укргідроспецфундаментбуд», Герой Соціалістичної Праці (7.02.1963). Депутат Верховної Ради СРСР 6—8-го скликань. Член ЦК КПУ в 1961—1971 р.

## Біографія
Народився 14 (2) листопада 1910 року в селі Іванівці у родині селянина. Дитинство і юність провів у рідному селі, займався сільським господарством. У 1930 році працював помічником бухгалтера.
У 1930—1932 роках — служба у Червоній армії.
Освіта неповна середня. У 1932 році закінчив курс електрозварника у школі фабрично-заводського навчання і почав працювати електрозварником Ворошиловградського паровозобудівного заводу імені Жовтневої революції.
З 1934 року — помічник машиніста, машиніст екскаватора. Працював на будівництві Краматорського металургійного заводу, на будівництві електростанції і каналів у Вірменській РСР.
У 1943—1950 роках — машиніст екскаватора на відновленні шахт Донбасу, будівництві Курахівської ГРЕС.
У 1950—1964 роках — машиніст екскаватора Криворізького спеціалізованого будівельного управління № 626 тресту «Укрекскавація» Дніпропетровської області. Працював бригадиром машиністів-екскаваторників на спорудженні каналів Сіверський Донець — Донбас і Дніпро — Кривий Ріг. Споруджував Криворізькі гірничо-збагачувальні комбінати, домни Криворіжсталі.
Член КПРС з 1958 року.
У 1964—1981 роках — бригадир комплексної екскаваторної бригади Криворізького спеціалізованого будівельного управління № 625 тресту «Укргідроспецфундаментбуд» Дніпропетровської області. Був ініціатором створення комплексних госпрозрахункових екскаваторних бригад.
Автор книги «Трудимось по-комуністичному».

## Нагороди
- Герой Соціалістичної Праці (7.02.1963)
- орден Леніна (7.02.1963)
- орден Жовтневої Революції
- орден Дружби народів
- орден Трудової Слави 3-го ст.
- медаль «За трудову доблесть» (26.04.1963)
- медалі
- Почесна грамота Президії Верховної Ради Української РСР
- заслужений будівельник Української РСР
- почесний громадянин міста Кривого Рогу (25.03.1975)